# Araketu

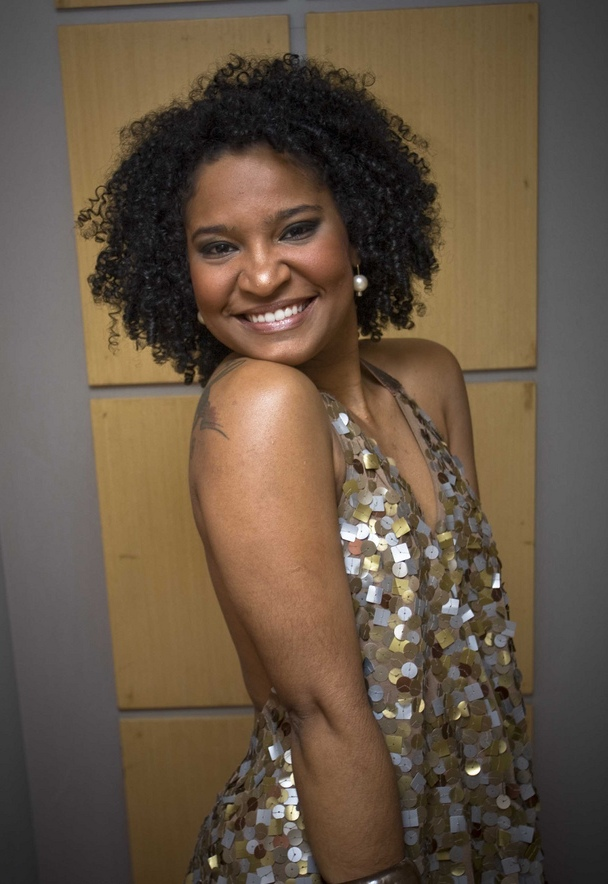
Larissa Luz en 2009.

Araketu ou Ara Ketu est un groupe brésilien de musique axé. Le groupe tire son origine d'un bloco de percussions dont il a repris le nom.
Le groupe est actuellement mené par Larissa Luz, qui a pris la suite du chanteur Tatau, parti mener une carrière solo en 2008.
Il provient du type de musique de la samba batucada

## Discographie
- 1992 : Ara Ketu
- 1993 : Ara Ketu de Periperi
- 1994 : Ara Ketu Bom Demais
- 1995 : Ara Ketu Dez
- 1996 : Ara Ketu Dividind Alegria
- 1997 : Ara Ketu Prá Lá de Bom
- 1998 : Ara Ketu ao Vivo
- 1999 : Ara Ketu e o Povo
- 2000 : Vida a Banda Ara Ketu
- 2001 : Ara Ketu
- 2002 : Ensaios do Ara Ketu
- 2003 : Obrigado a Você
- 2004 : Ara Ketu 25 Emoções